# 우두 (의식)

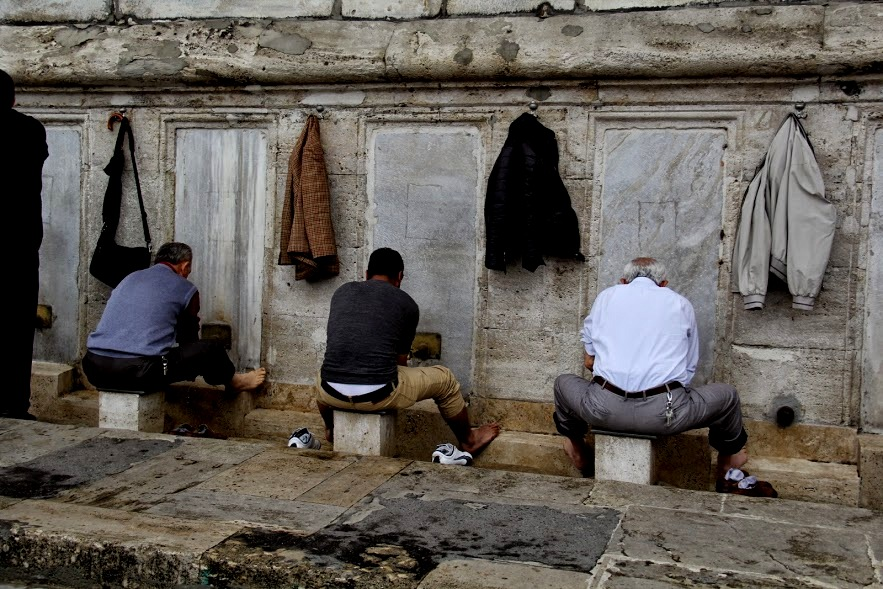

우두(아랍어: الوضوء al-wuḍūʼ)는 이슬람에서 예배를 드리기 전에 시행하는 간단한 세정식이다. 코란에 의하면 청결하지 않은 몸으로는 예배를 받지 않는다고 나와 있기 때문에 행하며, 종교적인 목적이 크다. 하지만 굳이 예배가 아니여도 하는 경우가 있다.

## 하는 방법
다음 동작을 순서대로 한다 

1.아랍어로 하나님 이름으로 (아랍어:بسم الله, 비스밀라)라고 말한다.

2.손을 세 번 씻는다.(권장사항)

3.물로 입 속을 헹구거나 입 속 물을 움직인 다음 뱉어낸다.

4.‌물로 코 속을 헹군다. 물을 콧속 깊이 넣는 것이 권장사항이지만 이것이 통증을 유발할 때에는 예외다.

5.귀를 제외한 얼굴을 씻는다.

6.팔꿈치를 포함한 팔을 씻는다.

7.젖은 손으로 머리를 쓰다듬는다.

8.젖은 손으로 귀를 쓰다듬는다. 

9.발가락 끝부터 복숭아뼈까지 씻는다. 

10.검지손가락을 펴 위를 향하고 아랍어로 '하나님 외에 경배받을 존재는 없으며 무함마드는 하나님이 보내신 사도임을 증언합니다'(아랍어:أشهد أن لا إله إلا الله وأشهد أن محمدا رسول الله, 아슈하두 안 무함마단 라 일라하 일라 알라, 우아슈하두 무함마단 라술 알라)라고 말한다.
- 3번~6번,9번은 세 번 하는 것이 권장사항이며, 한 번 하는 것은 최소한 의무사항이다.
- 7번~8번은 다른 신체 부위와 달리 한 번 하는 것이 권장사항이다.